# Trees (poema)

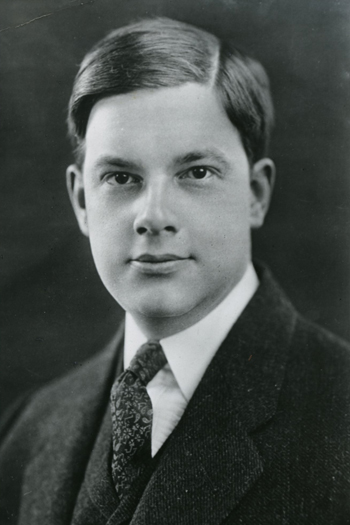
Fotografía de Joyce Kilmer en el anuario de la Universidad de Columbia, alrededor de 1908

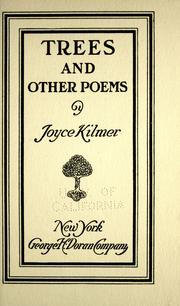
Portada de Trees and other poems, publicado en 1914.

Trees es un poema del poeta estadounidense Joyce Kilmer. Escrito en febrero de 1913, fue publicado por primera vez en Poetry: A Magazine of Verse, en agosto del mismo año, e incluido en la colección de 1914 de Kilmer Trees and Other Poems. El poema, que consta de 12 líneas de pareados de verso de tipo tetrámetro yámbico, representa la personificación de un árbol apretando su boca contra el pecho de la Tierra, mirando a Dios y elevando sus brazos para rezar.
Se trata de una de las obras por las que Kilmer es más conocido, además de haber sido el blanco de frecuentes parodias y referencias en la cultura popular. El trabajo de Kilmer ha sido con frecuencia menospreciado por los críticos y rechazado por los estudiantes por ser demasiado simple y sentimental, además de que su estilo ha sido tachado como excesivamente tradicional e incluso arcaico. A pesar de todo esto, cierto atractivo popular ha contribuido a que el poema siga siendo muy conocido. El crítico literario Guy Davenport lo considera como «el único poema conocido por prácticamente todo el mundo». Trees es frecuentemente incluido en antologías poéticas y ha sido musicalizado en numerosas ocasiones, entre las que se incluye una interpretación de Oscar Rasbach, llevada a cabo por los cantantes Nelson Eddy, Robert Merrill y Paul Robeson.
La localización del árbol concreto que pudo haber servido de inspiración para el poema ha sido reivindicada por distintos lugares e instituciones relacionadas con la vida de Kilmer, entre los que se encuentran la Universidad Rutgers, la Universidad de Notre Dame y numerosas localidades a lo largo de los Estados Unidos que Kilmer visitó. Sin embargo, el hijo mayor de Kilmer, Kenton, declaró que el poema no está vinculado a ningún árbol en específico y que es aplicable a cualquiera. Trees fue escrito en un dormitorio escaleras arriba de la casa familiar en Mahwah, cuya ventana «tenía vistas a una colina, con un jardín bien arbolado». Irónicamente, Kenton Kilmer afirmó que «aunque su padre era muy conocido por su afición por los árboles, su relación con ellos no era muy "sentimental", pues una de las características principales de la propiedad de la familia Kilmer era una gigantesca pila de madera en el exterior de la casa».: p.28 